# Колесо Фортуны (карта Таро)

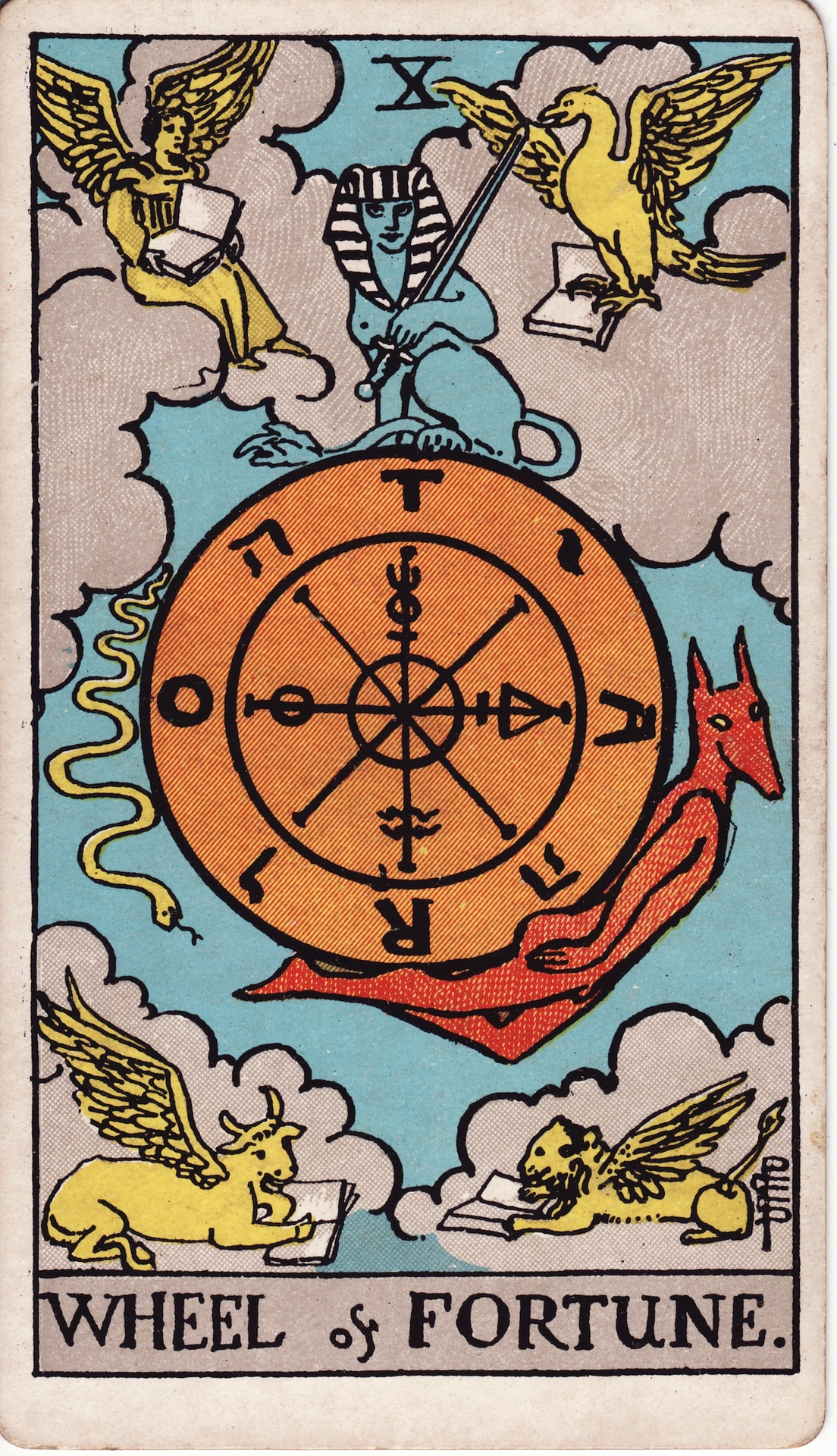
Таро Райдера — Уэйта

Колесо Судьбы, Колесо Фортуны — карта № 10 старших арканов колоды Таро.

## Сюжет карты

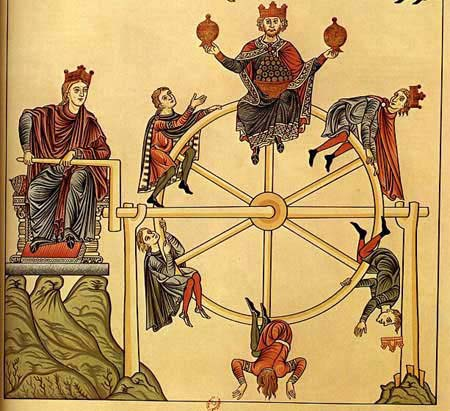
Колесо Фортуны

Центральной фигурой является Колесо богини Фортуны, напоминающее колесо игры в рулетку. По сторонам колеса изображены два антропоморфных существа: одно символизирует благополучие и направлено вверх, другое символизирует бедность и катится вниз. Над колесом изображается фигура, символизирующая успех и богатство, с царственными символами, и иногда с архангельскими крыльями. Под колесом может изображаться упавший в грязь бедняк.
В картах XVIII—XIX веков колесо изображалось с ручкой для вращения, иллюстрируя игровые лотерейные колёса на площадях ярмарок. На изображениях ручку Колеса крутила женщина, персонифицирующая богиню Фортуну. Существа по краям карты могли иметь, и в ряде современных колод имеют поныне, зооморфный облик обезьянок или собачек, символизируя неразумную природу фортуны и ярмарочных зверюшек.

## Соответствия в классических колодах
| Колода | №  | Буква иврита | Символ (астрология, стихия) | Оригинальное название |
| --- | -- | ------------ | --------------------------- | --------------------- |
| Марсельское Таро, Фламандское Таро Ванденборре (1780), Таро Ломбардии (1810), Таро Карло Делло Рокка (1835) |    |              | Богиня Фортуна              | La Roue de Fortune    |
| Таро Папюса                                                                                                 | 10 | י            | Дева                        |                       |
| Таро Райдера-Уэйта                                                                                          |    |              |                             | Wheel of Fortune      |
| Таро Тота                                                                                                   | 10 | כ            | Юпитер                      | Fortune               |
| Египетское Таро                                                                                             |    |              |                             |                       |